# Коморски острови
Коморските острови, официално Коморски съюз (до 2003 г. – Ислямска федерална република на Коморските острови) е островна държава в Африка, в акваторията на Индийския океан, на север от Мозамбикския проток между Мадагаскар и Източна Африка. Държавата обхваща 3 от 4-те големи вулканични острова от архипелага – Гранд Комор, Мохели и Анжуан. Четвъртият – Майот е владение на Франция. Държавно владение са и редица други малки ненаселени острови.
Столица на страната от 1962 г. е най-големият ѝ град Морони (с население 60 200 души, 2003 г.), намиращ се на остров Гранд Комор.

## Етимология
Името на страната произлиза от арабската дума قمر – al-qamar („ал-камар“), означаващо „Луна“. Европейските географи след II век, започвайки с трудовете на Птолемей, изобразявали на картите на Африка измислени Лунни планини. Португалските мореплаватели открили островите и приели тяхното арабско наименование „Джезаир ел Комра“ („лунни острови“), което е свързано с местния култ към Луната; впоследствие изображение на Луната е поместено на официалния флаг на страната. Да се утвърди названието Коморски (т.е. „Лунни“) острови в европейската употреба спомогнал отдавнашният мит за Лунните планини.

## География
Страната е разположена на Коморския архипелаг в северната част на Мозамбикския проток. Състои се от три големи острова – Нгадзиджа (Голям Комор, 1148 km²), Ндзауни (Анжуан, 424 km²) и Мвали (Мохели, 290 km²). След обявяването на независимостта през 1975 г. (дотогава Коморските острови са отвъдморска територия на Франция) съседният остров Майот остава френско владение.
Островите са с вулканичен произход, изградени от базалти, обградени от коралови рифове. Има действащи вулкани, като най-висок е Картала (2361 m), издигащ се на остров Нгадзиджа. Най-високата точка на остров Ндзауни е връх Нтинги (1595 m), а на остров Мвали – връх Мзе Кукуле (790 m).
Климатът е тропичен, горещ и влажен с годишна сума на валежите от 1100 до 3000 mm. Горните склонове на планинските масиви са заети от гъсти тропични гори, а долните – от савани и храстиви формации.
Изключително разнообразният животински свят на Коморските острови е представен от множество ендемити, сред които и застрашеният вид черна коморска летяща лисица – едър плодояден прилеп с размах на крилата над 1 m.

## История

### Предколониален период
За първи човешки обитатели на Коморските острови са считани австранезийци, пристигнали с лодки от Югоизточна Азия. Те пристигат не по-късно от 6 век, от когато датира най-ранната археологическа находка, открита на остров Анжуан, въпреки предположенията за заселване още през първи век.
Коморските острови са населявани от поредица народи от бреговете на Африка, Арабския залив, Малайския архипелаг и Мадагаскар. Говорещите банту достигат островите, като част от по-голямо разселване на банту през първото хилядолетие.
Според предислямската митология, джин (дух) оставил скъпоценен камък, който образувал голям огнен кръг. Той се превърнал във вулкана Картала, от който бил създаден остров Гранд Комор.
Развитието на Коморските острови е разделено на фази. Най-ранната фаза, за която има достоверни източници, е фазата Дембени (девети до десети век), през която всеки остров поддържа по едно централно село. От 11 до 15 век търговията с остров Мадагаскар и търговци от Близкия Изток процъфтява, появяват се по-малки села, а съществуващите градове се разширяват. Много коморци могат да проследят родословното си дърво до Йемен и Оман.

### Средновековие
Според легендата през 632 г., чувайки за исляма, островитяните изпратили емисар в Мека, но пророкът Мохамед умрял преди пристигането му. Въпреки това, след престой в Мека, се завърнал и оглавил приемането на ислямската вяра.
Сред най-ранните записи от Източна Африка, трудовете на Ал-Масуди описват ранните ислямски търговски пътища и как брега и островите, били често посещавани от мюсюлмани, включително персийски и арабски търговци, търсещи корал, амбра, слонова кост, злато и роби. С нарастването на значимостта на Коморските острови по източноафриканският бряг, са изградени малки и големи джамии.
След пристигането на португалците през ранния петнадесети век и последвалото рухване на източноафриканските султанати, могъщия омански султан Сайф Бин Султан започнал да побеждава португалците и нидерландците. Наследникът му Саид Бин Султан увеличава оманско-арабското влияние в региона, местейки своята администрация в намиращия се в близост Занзибар, който попада под оманска власт. Коморските острови запазват своята независимост и, въпреки че трите по-малки острова обикновено са политически единни, най-големият остров Гранд Комор се разделя на автономни кралства.

### Съвременна история
През 1886 г. островите са колонизирани от Франция. През 1958 г. островите получават статут на френска отвъдморска територия. През 1968 г. получават вътрешно самоуправление. На 6 юли 1975 г. Коморите са обявени за независима държава, а през 1978 г. – за Федерална ислямска република. През 1989 г. е извършен държавен преврат и е убит президентът Ахмед Абдаллах. За нов държавен глава е избран С. Джохар (1990), принуден да подаде оставка след нов държавен преврат. През 1996 г. са проведени президентски и парламентарни избори и нов президент става М. Таки Абдулкарим. През 2002 г. президент става Азали Асумани.
Коморите членуват в ООН от 1975 г.

## Държавно устройство
Коморските острови са република. Висши органи на властта са президентът (избиран за 6 години), правителство (възглавявано от президента), законодателният орган – Федерално събрание има 33 народни представители.

## Стопанство
Коморските острови са бедна страна. Със селско стопанство и риболов се препитават повече от ¾ от заетите, но почти половината от необходимите продукти за изхранване на населението се внасят. За собствено потребление коморците отглеждат маниока, ориз, сладки картофи, банани, кокосови палми, а за износ – кафе, ванилия, канела и др. подправки, ароматични есенции, извличани от маслодайни дървета като иланг-иланг.

## Население
Населението на Коморските острови е предимно от афро-арабски произход. Една от най-големите етнически групи е ширази. Официални езици на Коморските острови са арабският и френският, заедно с коморския език, който е най-използван. Ползват се арабска и латинска азбука. Основната религия (99% от населението) е сунитски ислям, останалите 1% са католици монофизити (французи, останали след обявяването на независимостта през 1975 г.).

## Други
- Комуникации в Коморските острови
- Транспорт в Коморските острови
- Армия на Коморските острови
- Външна политика на Коморските острови